# Malaquías (profeta)
Malaquías (hebreo: מלאכי Malakhy 'Malakh [ángel/mensajero] mio', griego: Μαλαχίας Malakhias, latín: Malachias) es un personaje de la Biblia y el cual se dice que es autor del Libro de Malaquías.
El judaísmo considera a Malaquías el último de los profetas.La sección Nevi'im (נביאים profetas), coloca al Libro de Malaquías en el último lugar. En el cristianismo (al igual que en el judaísmo)
es el último de los 3 profetas del exilio en Babilonia, pero a diferencia del judaísmo, la misión profética continúa hasta Juan el Bautista y empieza una nueva ola con la llegada de Jesucristo.

## Nombre
Debido a que Malaquías es un nombre que solo él lo lleva en todo el Tanaj, algunos eruditos dudan de si pretende ser un nombre personal. La forma Malakhy (literalmente "malakh mio") significa "mensajero mio", esta forma difícilmente sería apropiada como nombre propio sin alguna sílaba adicional como Yah [Yahveh], que se interpretaría "mensajero de Yah".
Los encabezamientos no canónicos precedidos al libro, tanto en la Septuaginta como en la Vulgata, justifican la suposición de que el nombre completo de Malaquías terminaba con la sílaba -Yah.
G.G. Cameron sugiere que la terminación de la palabra "Malakhy" es adjetiva y equivalente al latín angelicus, que significa "alguien encargado de un mensaje o misión" (un misionero).
La tradición judía afirma que la verdadera identidad de Malaquías es Esdras el escriba.